# غابرييل سوزا
غابرييل سوزا هو لاعب كرة قدم برازيلي في مركز حراسة المرمى، ولد في 1997 في ساو باولو في البرازيل. لعب مع نادي ريبيراو.

## وصلات خارجية
- غابرييل سوزا على موقع قاعدة بيانات كرة القدم.إي يو (الإنجليزية)
- غابرييل سوزا على موقع Soccerway.com (الإنجليزية)